# Улубабян, Вардгес Ашотович
Вардгес Ашотович Улубабян (арм. Վարդգես Աշոտի Ուլուբաբյան; род. 1968 года, Степанакерт, НКАО, Азербайджанская ССР) — армянский тележурналист, общественный деятель.

## Биография и деятельность
Родился 8 ноября 1963 года в городе Степанакерте Нагорно-Карабахской автономной области Азербайджанской ССР. Окончил среднюю школу № 8 Степанакерта. 
- С 1980 по 1982 год работал в конденсаторном цехе Степанакерта.
- В 1982-84 годах служил в рядах Советской армии.
- В 1984-86 годах учился в Пензенском инженерно-строительном институте.
- В 1986 году поступил и в 1988 году окончил Пензенский государственный институт культуры (театральная режиссура).
- В 1988 году вернулся в Степанакерт. По возвращении работал в комитете теле- и радиовещания в качестве ассистента режиссёра.
- В 1989 году активно участвовал в самообороне Нагорного Карабаха, получил множество ранений, затем перешёл на службу в АО НКР старшим офицером политотдела. В 1993 году участвовал в создании пресс-службы АО НКР и передачи «Гоямарт».
- С 1995 по 1998 год работал на телевидении и радио НКР в качестве главного режиссёра.
- В 1998 году прошёл службу, сначала в качестве телеоператора управления по информированию и пропаганде в МО РА, затем в качестве режиссёра уже в МО НКР.
- В июне 2003 года был демобилизован и отправлен на пенсию по выслуге лет.
- С 2001 по 2007 год учился и окончил факультет журналистики Санкт-Петербургского государственного университета.
- С 2003 года работал на общественном телевидении Армении в качестве телеоператора.
- С 2007 по 2008 год работал на общественном ТВ НКР в качестве режиссёра.
- В 2008 году был назначен начальником управления архивного отдела.
- 23 мая 2010 года на парламентских выборах 5 созыва НС НКР был избран депутатом по пропорциональным спискам партии «Свободная родина» («Азат Айреник»). Член постоянной комиссии по вопросам науки, образования, культуры, молодежи и спорта.

Член партии «Свободная родина». Член фракции «Родина».

### Семья
Женат, имеет 3 детей.

## Награды
- Орден «Боевой крест» второй степени.
- Медаль «Материнская благодарность».